# Jasionowe Wzgórze
Jasionowe Wzgórze (według PRNG Osiedle Jesionkowa, nazwy oboczne: Jesionka, Osiedle Jesionowe Wzgórze, nazwa dodatkowa: Jesionowe Wzgórze, potocznie Sójcze Wzgórze) – część miasta Prudnik, osiedle mieszkaniowe na wschodnim skraju miasta.

## Nazwa
W maju 1986 Rada Narodowa Miasta i Gminy w Prudniku uchwaliła nazwę osiedla: Jasionowe Wzgórze, która obowiązuje do czasów współczesnych. Nazwa odnosi się do sąsiedniej wsi Jasiona. Jest ona używana przez wydawnictwa turystyczne i krajoznawcze.

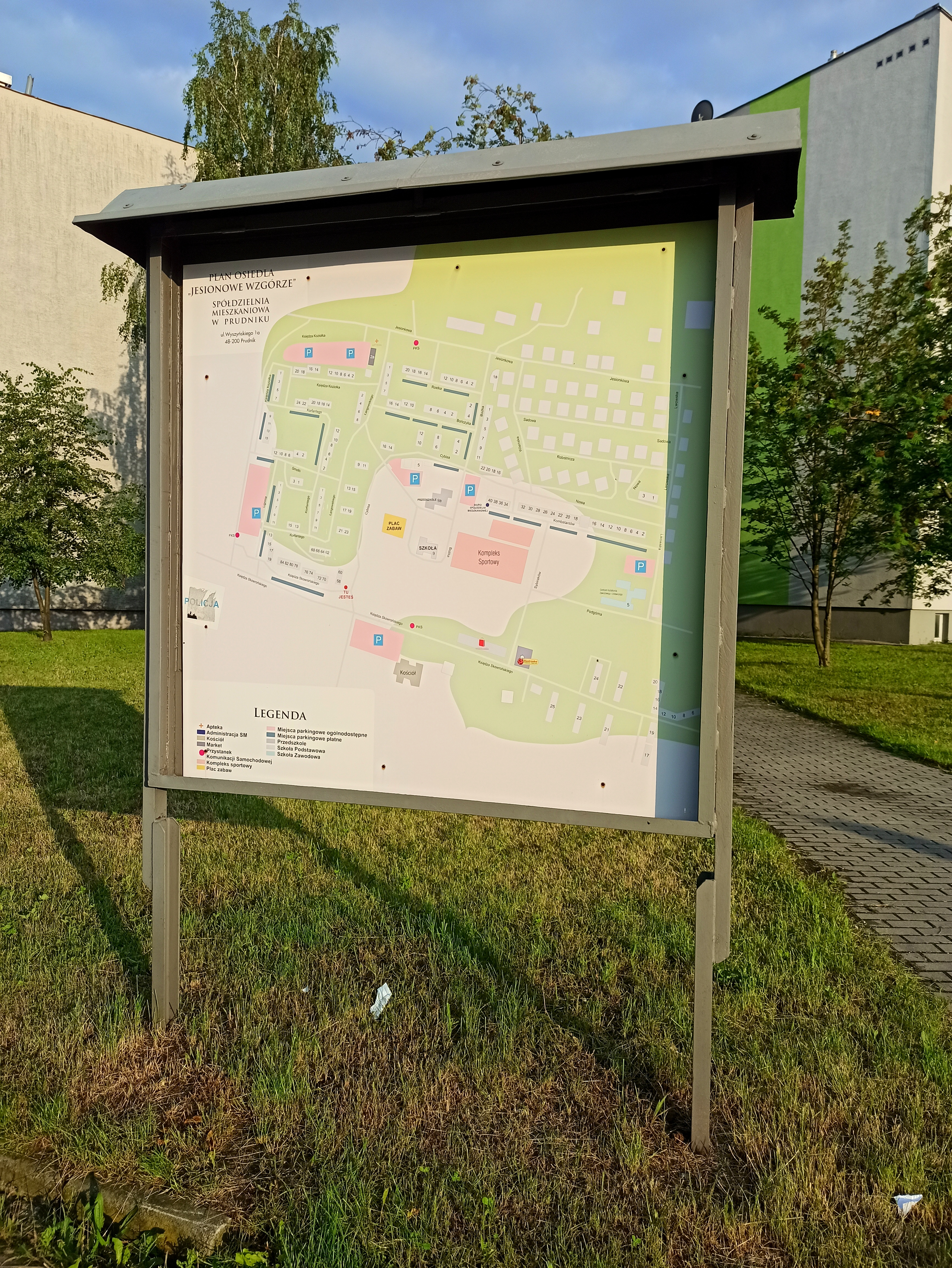
Plan osiedla, na którym użyto nazwy Jesionowe Wzgórze

Państwowy rejestr nazw geograficznych wymienia część miasta pod niestandaryzowaną nazwą Osiedle Jesionkowa. Pochodzi ona z jednego z planów z lat 70. XX wieku, w którym zawarto informację, że budowany wówczas kompleks domów jednorodzinnych na północ od ul. Jesionkowej posiadał nazwę osiedle Jesionkowa. Nazwa ta jednak nie jest używana przez mieszkańców miasta i instytucje samorządowe. PRNG wymienia także nazwy oboczne: Jesionka, Osiedle Jesionowe Wzgórze i nazwę dodatkową: Jesionowe Wzgórze. Przymiotnik Jesionowe jest uproszczeniem od nazwy ulicy Jesionkowej.
Mieszkańcy Prudnika popularnie nazywają osiedle Sójcze Wzgórze. Nazwa ta pochodzi od emitowanego w latach 80. XX wieku w Telewizji Polskiej czeskiego serialu obyczajowego Pewien dom na Sójczym Wzgórzu (cz. Dnes v jednom domě) w reżyserii Františka Filipa, opowiadającego o perypetiach mieszkańców bloku na nowym osiedlu Sojčí vrch w Pradze. Serial ten był emitowany podczas budowy osiedla.

## Geografia
Osiedle położone jest na wschód od centrum Prudnika, między ul. Jesionkową prowadzącą do Jasiony i ul. Aleksandra Skowrońskiego prowadzącej do Dytmarowa. Na północ od Jasionowego Wzgórza znajduje się Kolonia Karola Miarki, a na południe Górka. Wschodnia część osiedla znajduje się tuż przy granicy administracyjnej gminy Prudnik z gminą Lubrza. Na zachód od osiedla przepływa rzeka Prudnik. Znajduje się na wyniosłości terenu, którego kulminacyjny punkt wznosi się na wysokość 275 m n.p.m.
Jest to największe osiedle mieszkaniowe w powiecie prudnickim. Na północ od Jasionowego Wzgórza znajduje się Kolonia Karola Miarki, na południe – Górka. Osiedle nie jest odrębną jednostką administracyjną, nie posiada własnego kodu pocztowego i nie ma ściśle określonych granic. Według Spółdzielni Mieszkaniowej w Prudniku, w skład Jasionowego Wzgórza wchodzą ulice:
| - Aleksandra Skowrońskiego - Alojzego Smolki - Arki Bożka - Jana Cybisa - Jana Łangowskiego - Jesionkowa - Józefa Rostka - Juliusza Ligonia |  | - Karola Koziołka - Kombatantów - Lwowska - Norberta Bończyka - Nowa - Podgórna - Sybiraków - Wojciecha Korfantego |

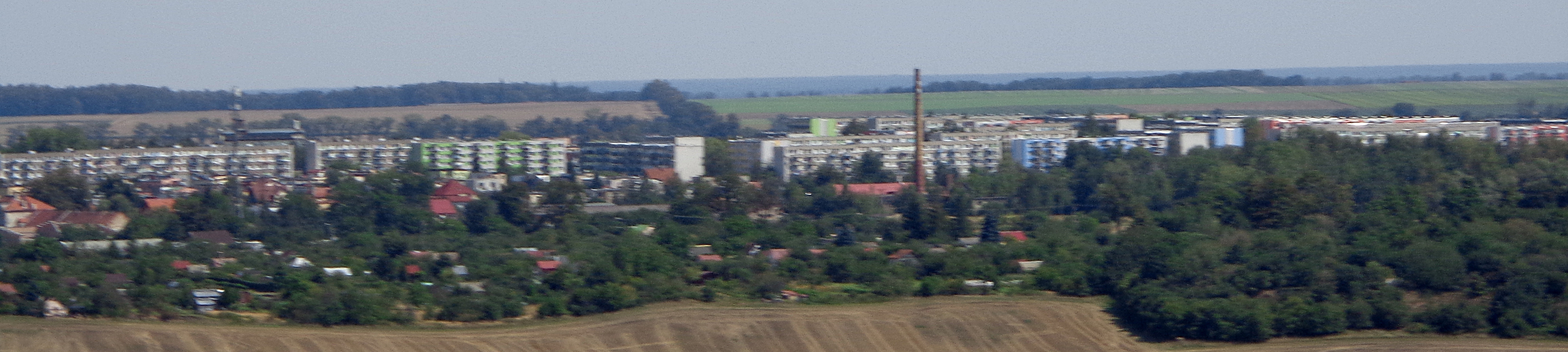
Panorama Jasionowego Wzgórza od strony południowej, widok z wieży widokowej na Koziej Górze

## Historia

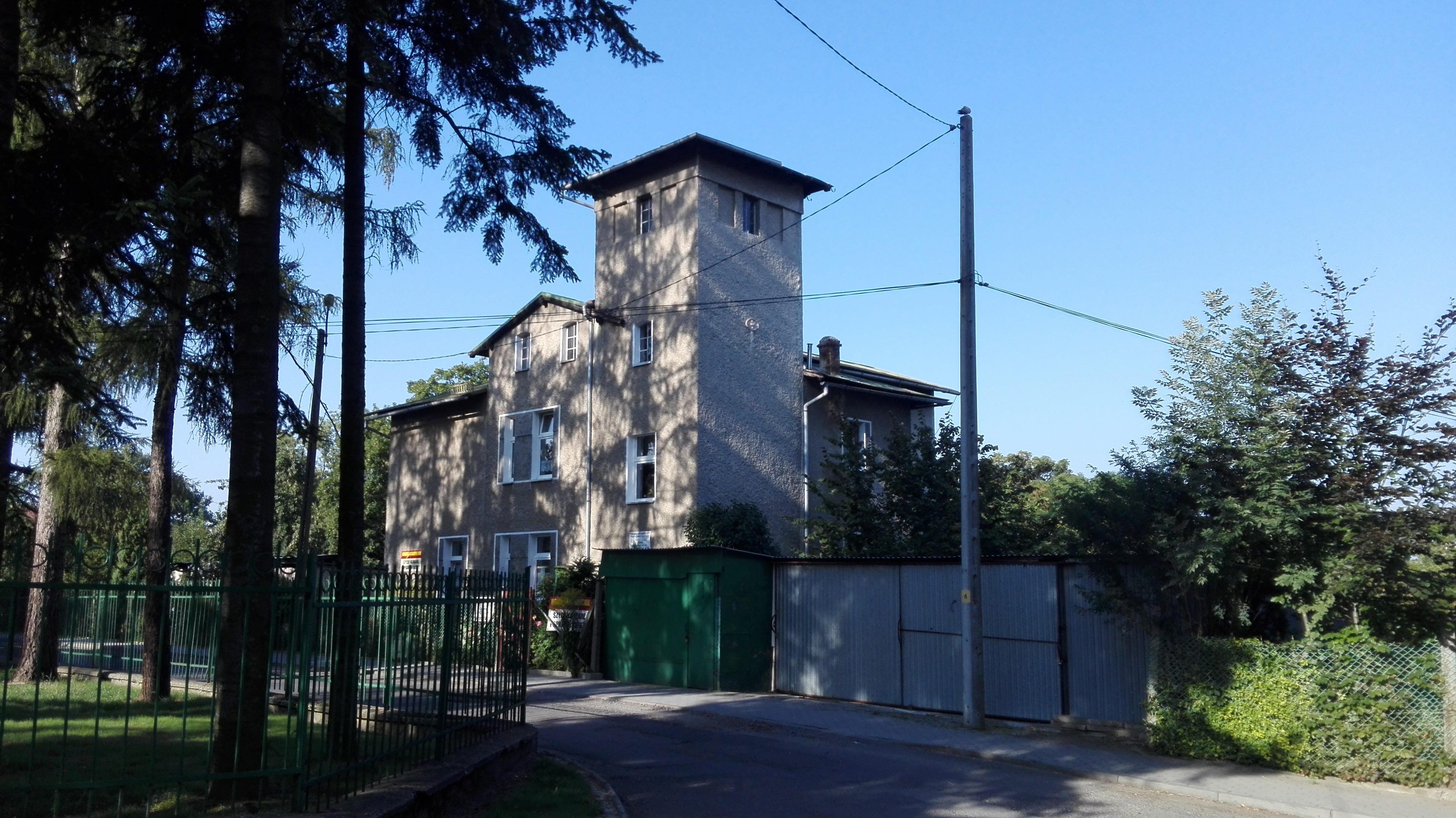
Willa Metznerów

W XVI wieku na skarpie przy ul. Wiejskiej znajdował się cmentarz żydowski. Do XIX wieku na obszarze współczesnego osiedla rozciągały się pola uprawne i łąki. Według mapy z 1884, przy współczesnej ul. Jesionkowej znajdowało się gospodarstwo ze zbiornikiem wodnym. Na jego terenie znajdował się wiatrak. W późniejszych latach przy drodze zbudowano kilka budynków. Niemieccy planiści projektowali w tym miejscu osiedle, na które miało się składać pięć południkowych ulic, łączących ul. Podgórną z Jesionkową. Wzdłuż nich miały się znaleźć szeregowe budynki z ogrodami na tyłach, zbliżone wyglądem do tych z ul. Grunwaldzkiej. Przy dzisiejszej ul. Podgórnej 3 znajdowała się willa Metznerów z założeniem parkowym.
W czasach PRL-u Polacy powrócili do niemieckich planów budowy osiedla. W pierwotnym założeniu osiedle miało być dzielnicą noszącą nazwę „Wschód”. Na jej terenie miało mieszkać około 7 tysięcy osób, a jego powierzchnia miała wynosić 55 ha. Według dokumentacji, przygotowywanej jeszcze w 1978, w dzielnicy miały się znaleźć pięcokondygnacyjne budynki mieszkalne oraz usługowe i towarzyszące. Miała tu powstać 24-izbowa szkoła podstawowa dla 960 dzieci i młodzieży, dwa 4-oddziałowe przedszkola po 120 miejsc w każdym, 75-osobowy żłobek, przychodnia rejonowa, apteki, świetlica, biblioteka, urząd pocztowo-telekomunikacyjny, lokale handlowe, rzemieślnicze i gastronomiczne. Zaplonowano powstanie 300 garaży i 700 miejsc parkingowych. Miał tu powstać „ogród osiedlowy” (park) o powierzchni 6,8 ha pomiędzy ul. Wiejską i Lwowską.

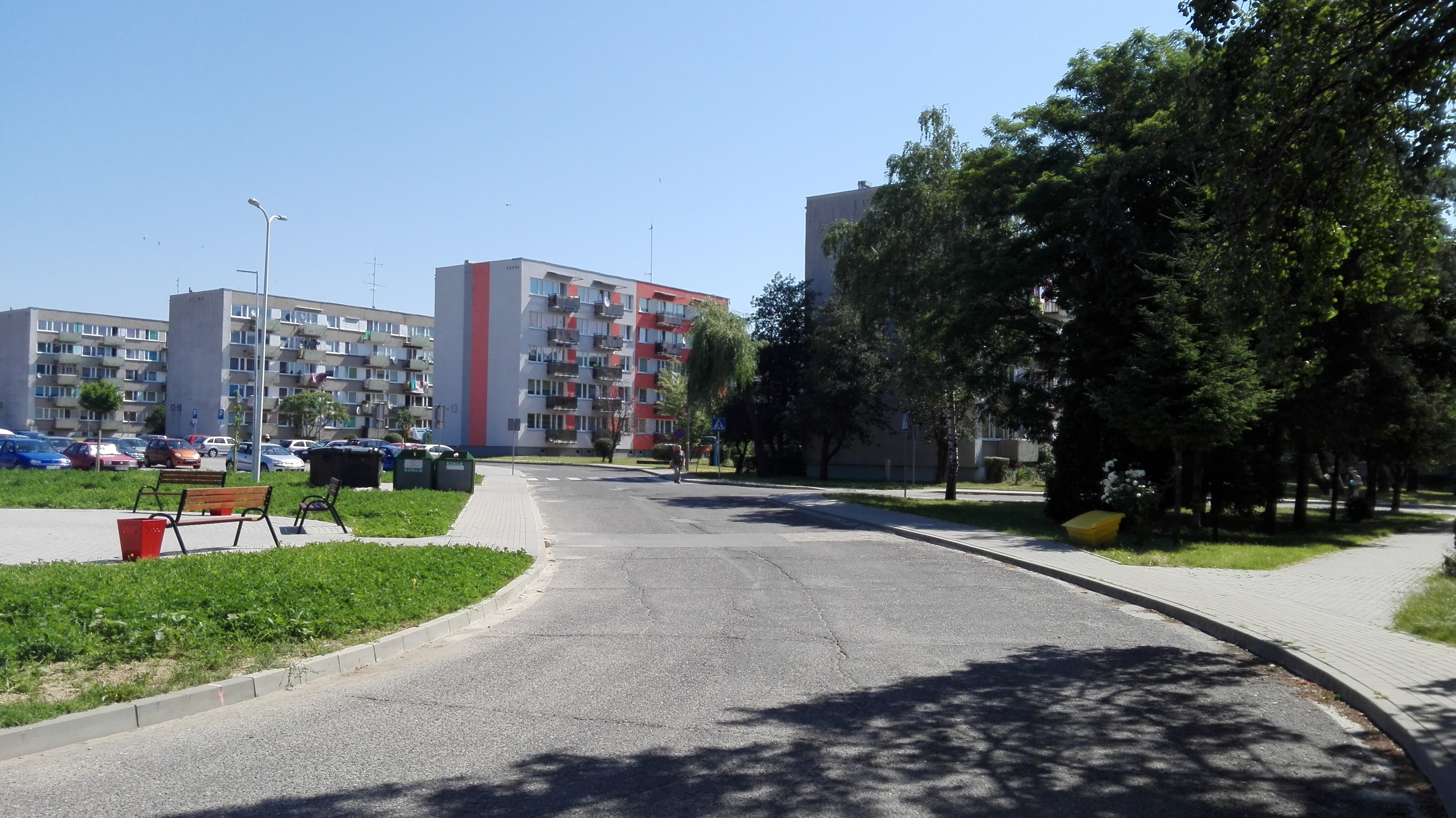
Bloki przy ulicy Cybisa

W latach 70. XX wieku zbudowano osiedle około stu domów jednorodzinnych przylegające do ul. Jesionkowej, natomiast do budowy Jasionowego Wzgórza przystąpiono w latach 80. XX wieku. Początkowe plany zostały zrealizowane jedynie częściowo. W pełnym zakresie zbudowano bloki mieszkalne. Wzniesiono dwa obiekty oświatowe – przedszkole i żłobek, przekształcone na szkołę podstawową i przedszkole ze żłobkiem. W różnych częściach osiedla powstały pawilony handlowe i kioski. Teren, na którym planowano powstanie parku z kompleksem boisk, został ostatecznie zaadaptowany na nowe działki budowlane, gdzie powstały kolejne domy jednorodzinne.
Dzięki budowie osiedla Jasionowe Wzgórze, liczba mieszkańców Prudnika wzrosła do 25 tysięcy. W latach 80. XX wieku przedstawiono plan budowy drugiej części osiedla na północ od ul. Skowrońskiego, w której bloki mieszkalne miały mieć bardziej urozmaiconą kubaturę i wysokość. Zaplanowano też więcej terenów zielonych z okrągłym skwerem. Zamiary te nie zostały zrealizowane.

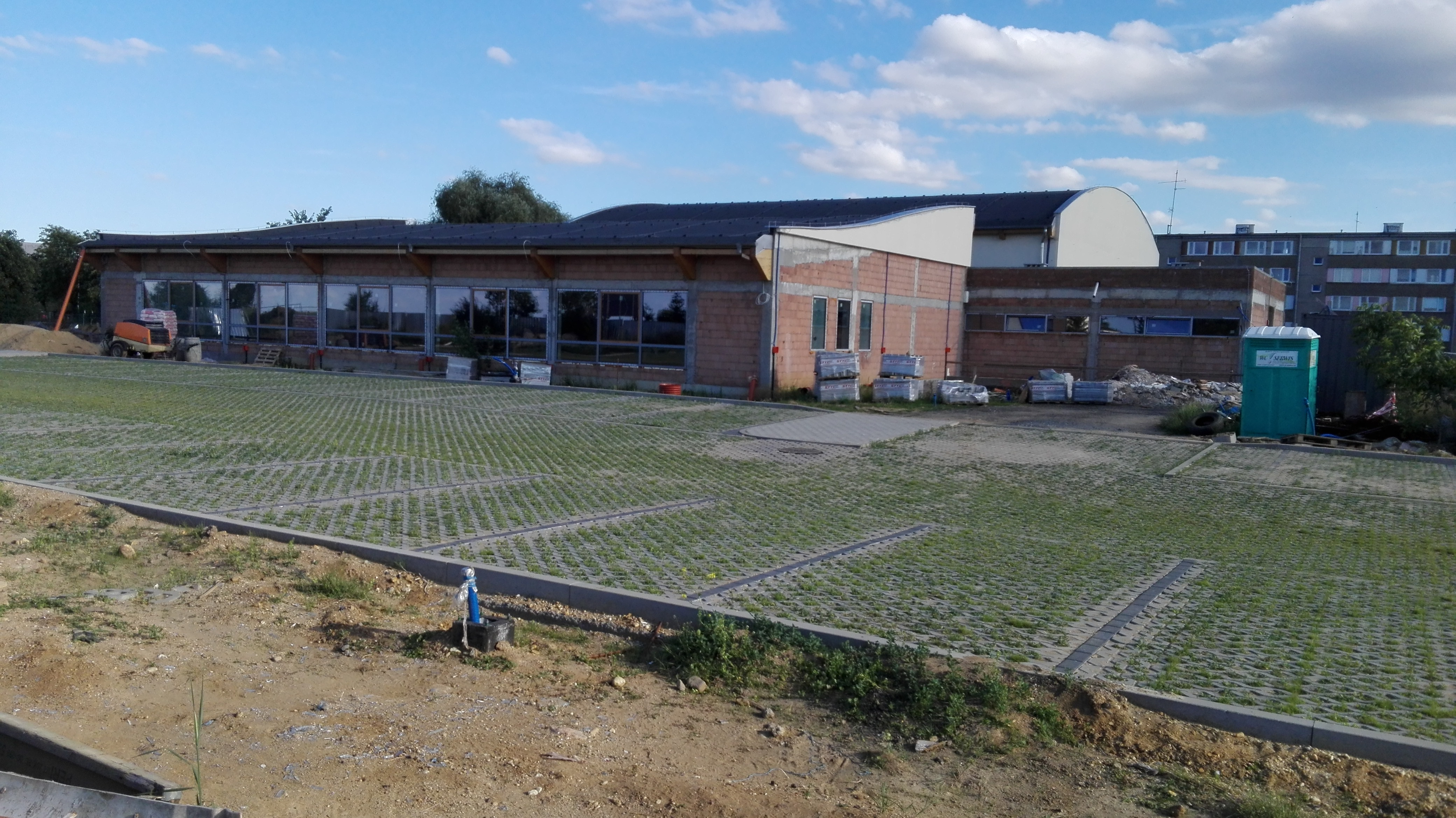
Budowa kompleksu „Sójka” (2017)

Po 1989 na Jasionowym Wzgórzu zmieniono nazwy niektórych ulic: Małgorzaty Fornalskiej na Filipa Roboty, Jana Mrochenia na Karola Koziołka, 1 Maja na Wileńską, Proletariatu na Lwowską. We wrześniu 1989 przy ul. Skowrońskiego rozpoczęto budowę kościoła Miłosierdzia Bożego. Prace budowlane zostały wstrzymane na lata 1990–1994. Parafia Miłosierdzia Bożego została erygowana w 1999. Budowę kościoła zakończono w 2006. Ostatni blok mieszkalny na Jasionowym Wzgórzu oddano do użytku w 1992. W latach 1999–2009 na Jasionowym Wzgórzu wzniesiono nową Komendę Powiatowej Policji. W 2018 przy ul. Podgórnej otwarto Kompleks Sportowy „Sójka”, którego nazwa nawiązuję do potocznego określenia osiedla. Na obszarze Jasionowego Wzgórza powstały również: plac zabaw, parking i zespół boisk.
Podczas powodzi we wrześniu 2024 Jasionowe Wzgórze zostało pozbawione prądu przez zalanie stacji Głównego Punktu Zasilania przy alei Miłej. Samo osiedle nie zostało zalane.

## Gospodarka

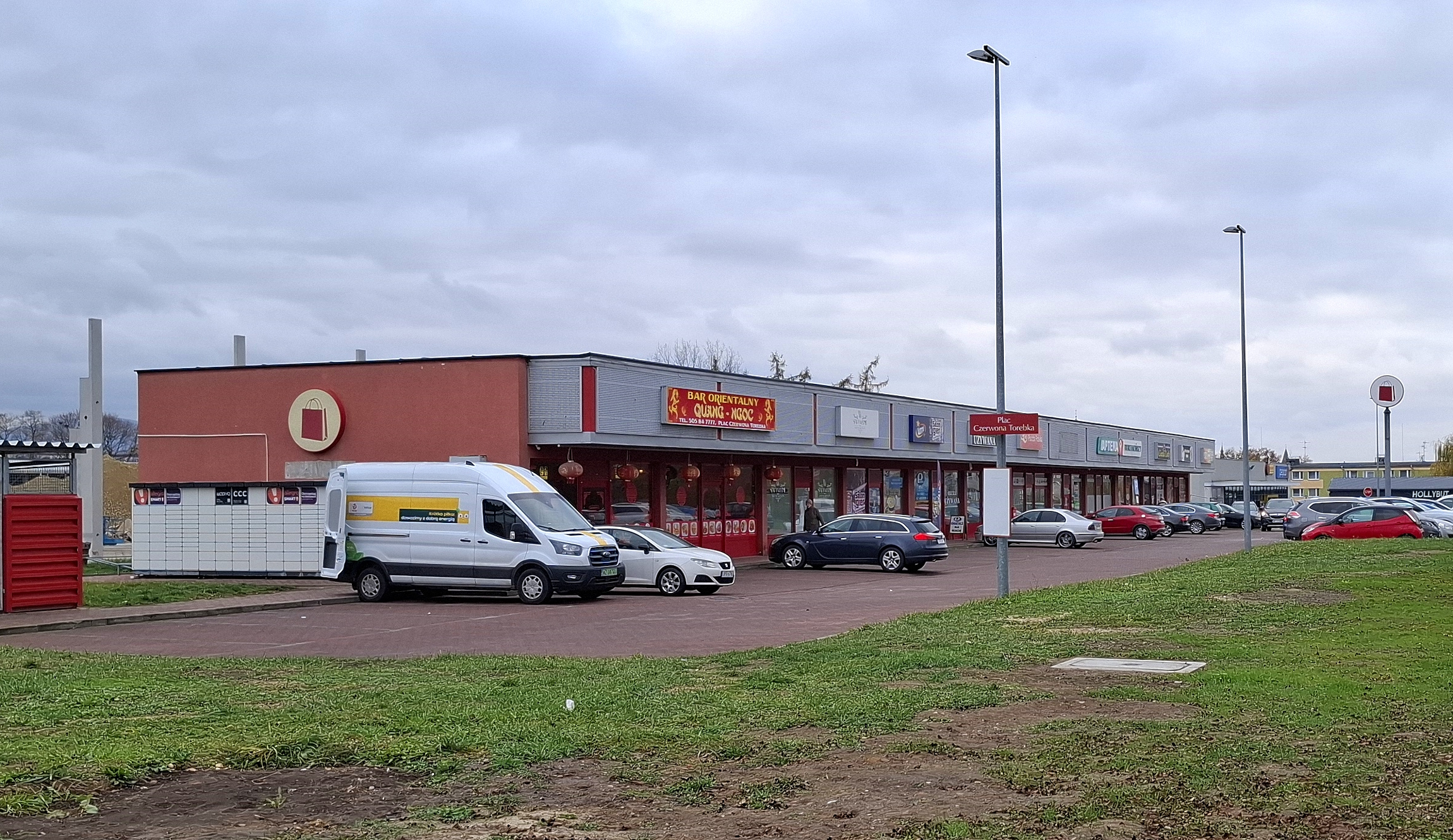
Pasaż „Czerwona Torebka”

Na Jasionowym Wzgórzu znajdują się m.in. placówki handlowe sieci: Biedronka, Delikatesy Centrum, Empik, Jysk, Pepco, Rossmann, RTV Euro AGD, Żabka.
W 2013 przy ul. Skowrońskiego zbudowany został pasaż handlowo-usługowy „Czerwona Torebka” o powierzchni ok. 700 m². W latach 2024–2025 powstała galeria handlowa w rejonie skrzyżowania ulic Podgórnej i Sybiraków, w sąsiedztwie pasażu „Czerwona Torebka”.

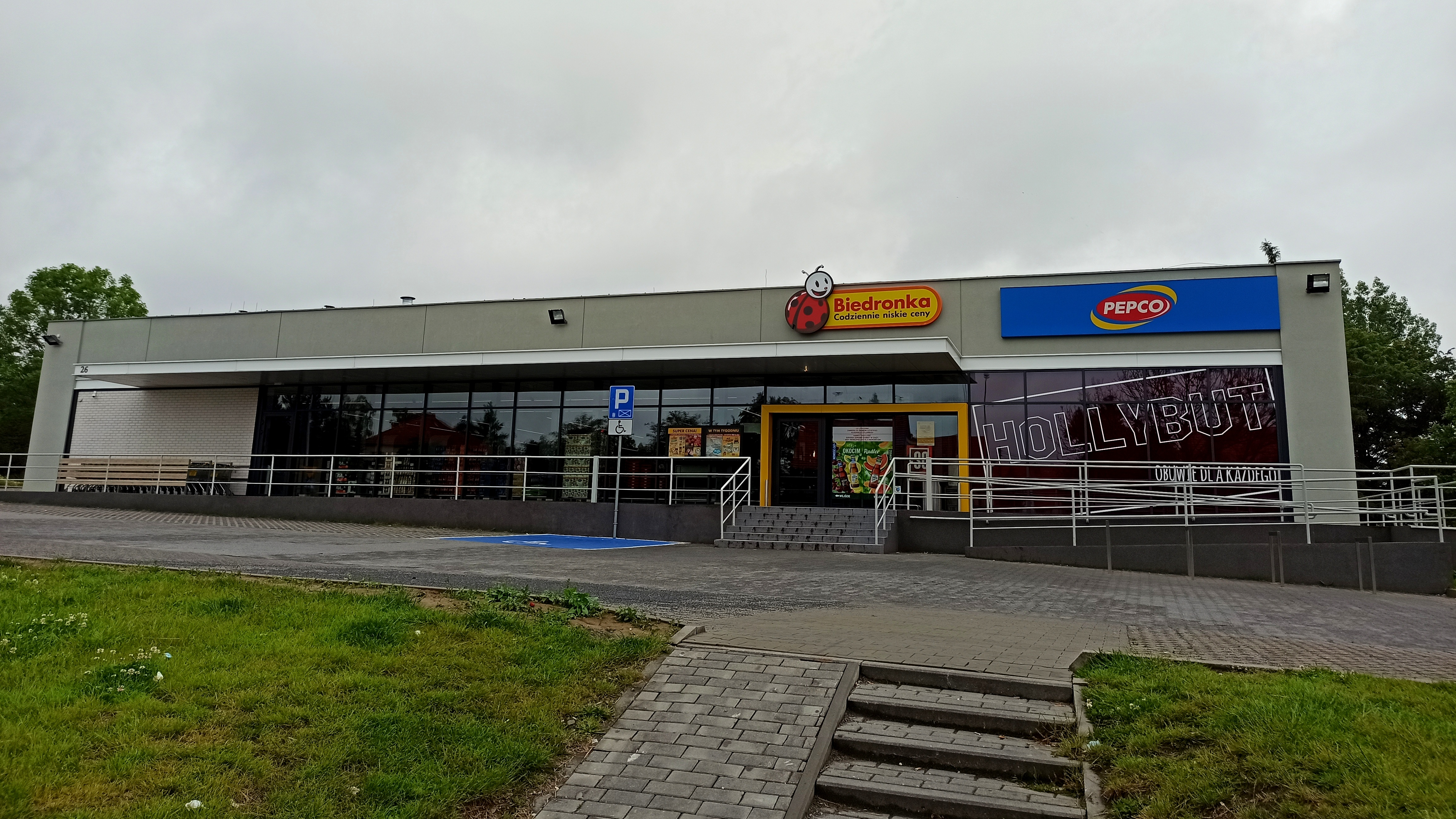
Pawilon handlowy
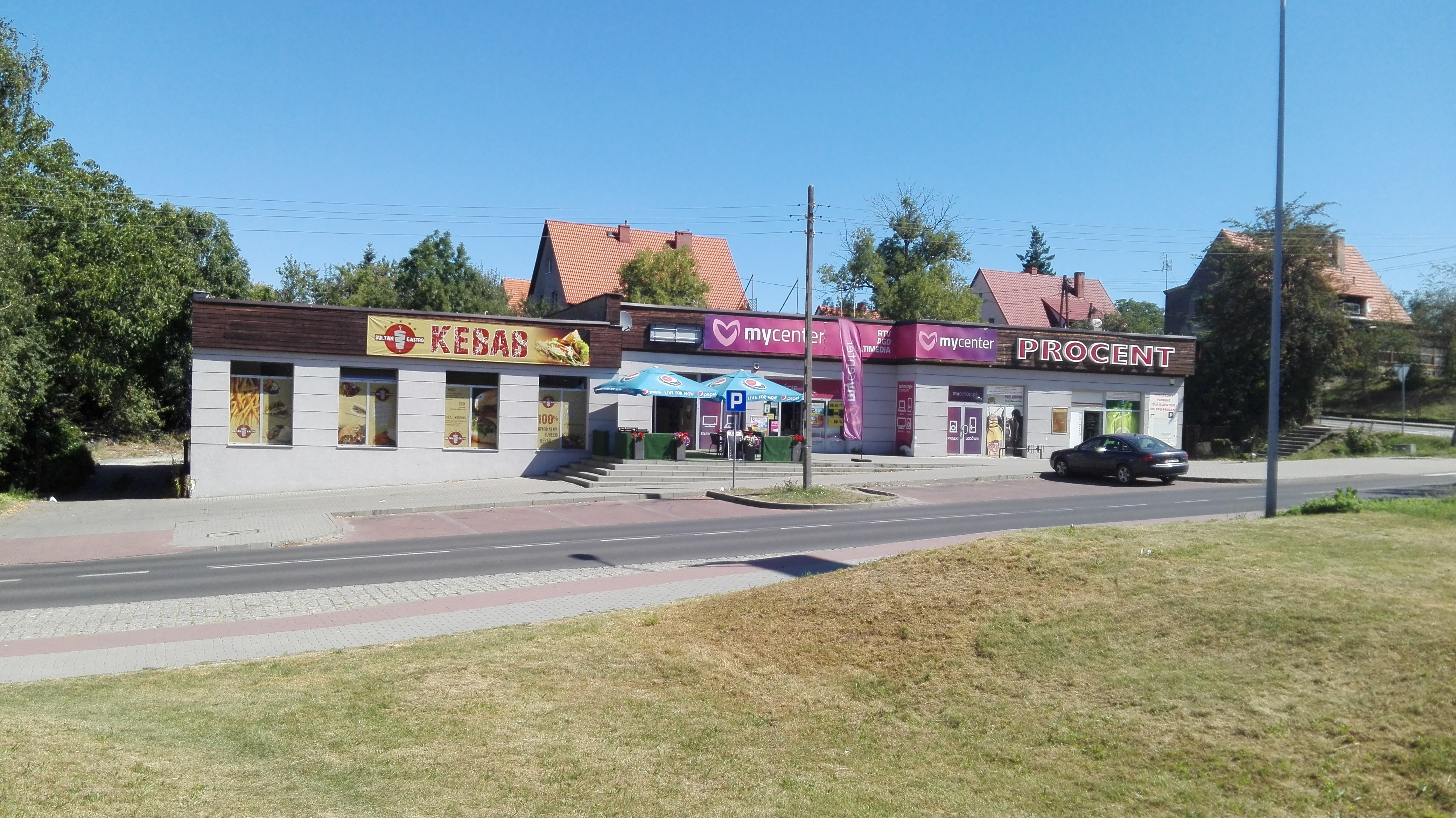
Pawilon handlowy

## Oświata
Przy ul. Podgórnej 9 znajduje się siedziba Zespołu Szkolno-Przedszkolnego nr 1. W skład zespołu wchodzi Publiczna Szkoła Podstawowa nr 1 im. Bohaterów Westerplatte (ul. Podgórna 9) oraz Publiczne Przedszkole nr 6 (ul. Podgórna 9a).
Przy ul. Podgórnej 5 znajdowała się siedziba Centrum Kształcenia Zawodowego i Ustawicznego w Prudniku. W jego skład wchodziło technikum, liceum, szkoła branżowa i szkoła policealna. W 2022 Rada Powiatu Prudnickiego podjęła decyzję o przeniesieniu szkół wchodzących w skład CKZiU do budynków przy ul. Prężyńskiej 3-5-7 oraz Kościuszki 55.

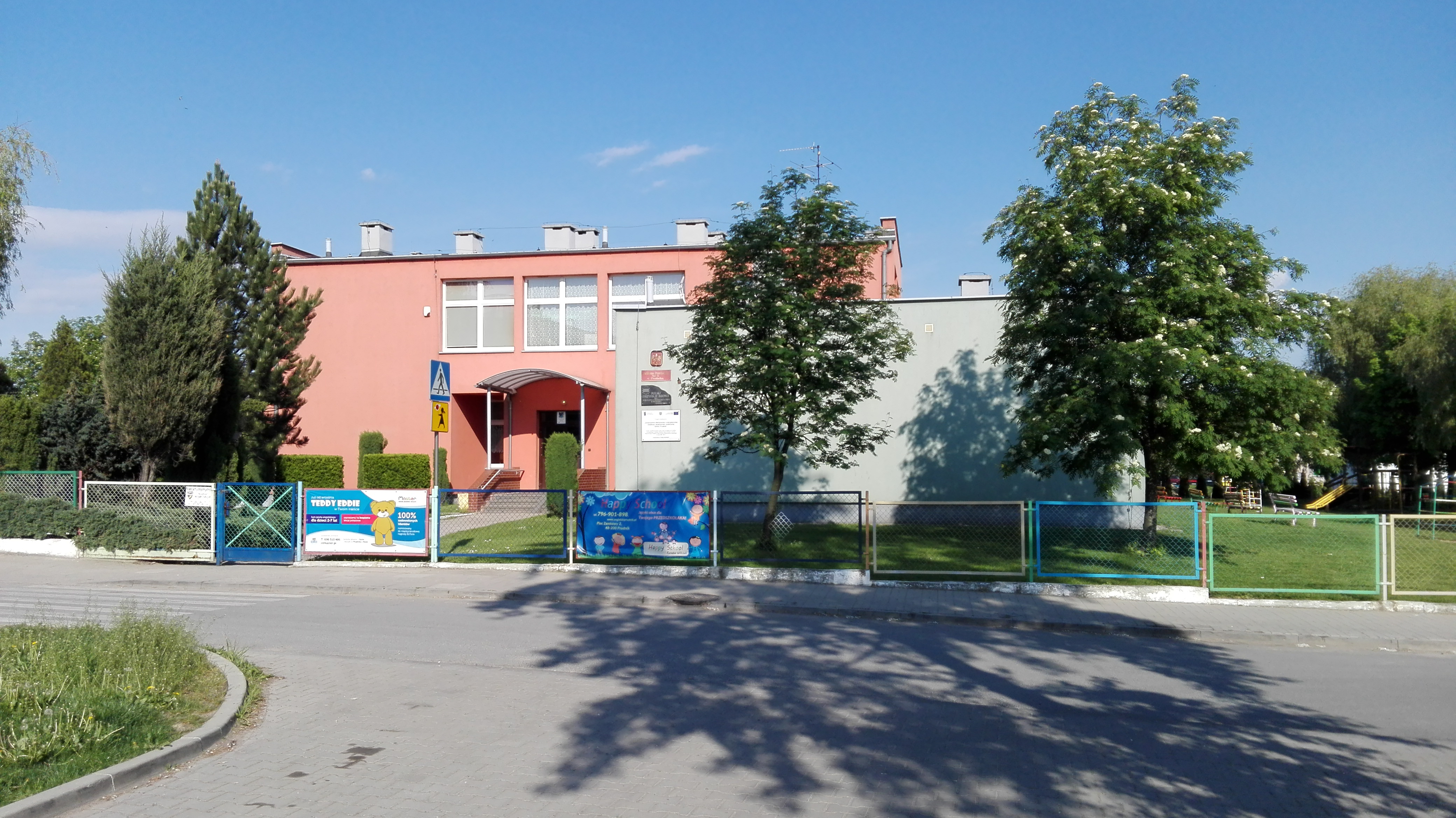
Przedszkole Nr 6
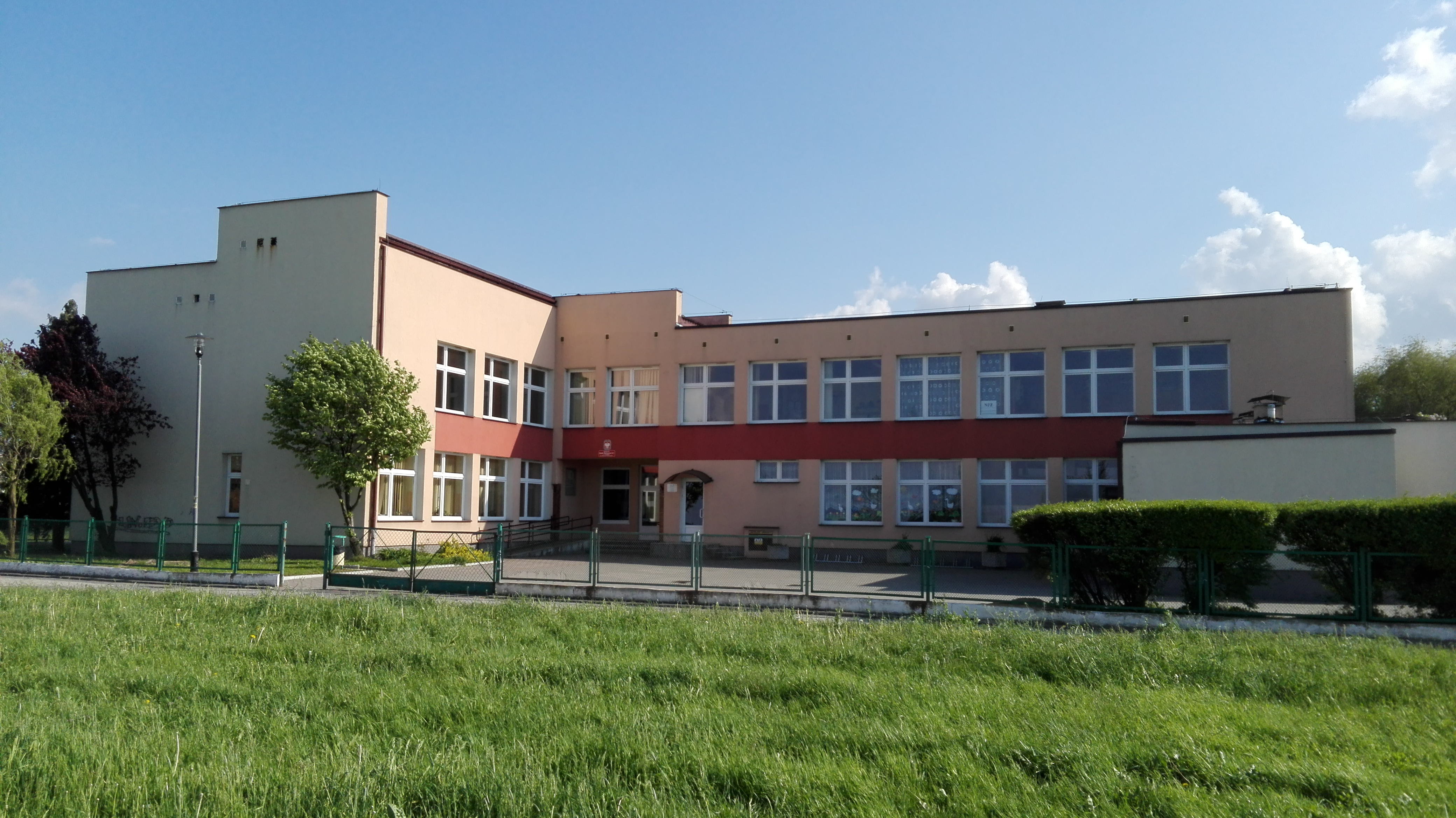
Szkoła Podstawowa nr 1
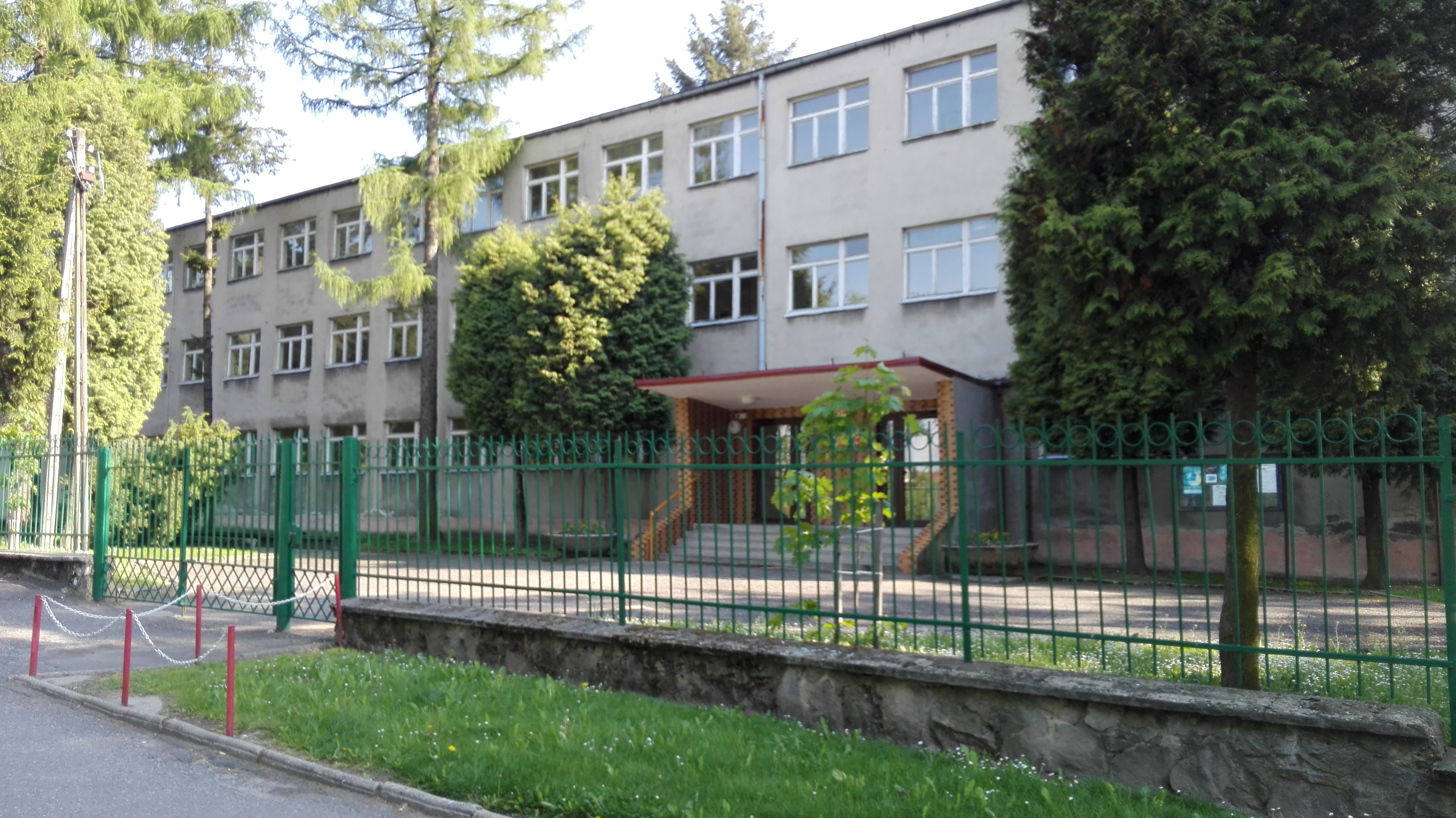
Dawny budynek CKZiU

## Religia

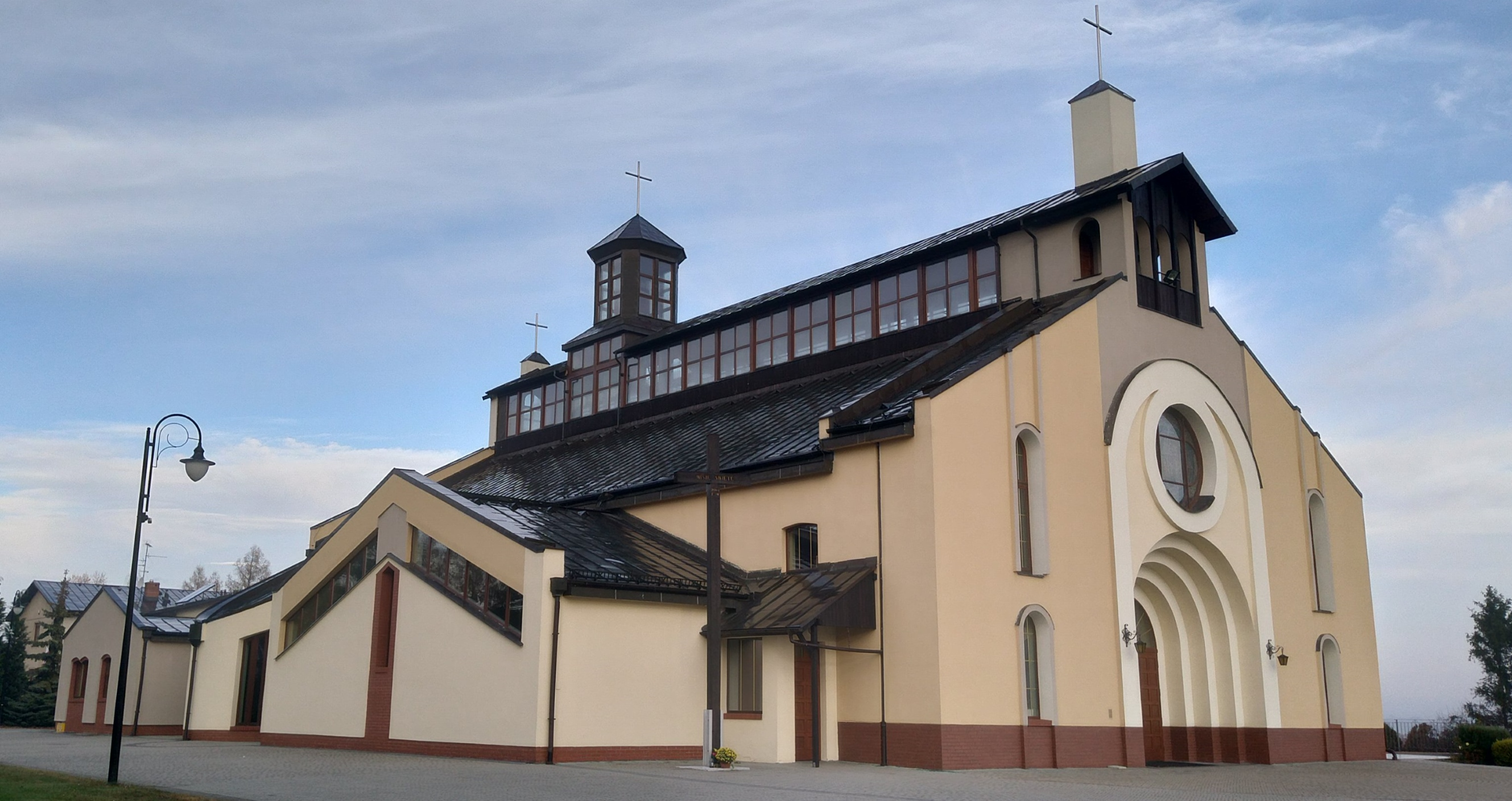
Kościół Miłosierdzia Bożego

W północnej części Jasionowego Wzgórza, przy ul. Skowrońskiego 35 znajduje się katolicki kościół Miłosierdzia Bożego, który jest siedzibą parafii Miłosierdzia Bożego (dekanat Prudnik). Pod parafię podlega Jasionowe Wzgórze, Kolonia Karola Miarki, Górka i parę ulic na zachód od osiedla. W 2011 naprzeciwko kościoła Miłosierdzia Bożego wzniesiono drugi w mieście pomnik Jana Pawła II.
Na gruntach na południowo-wschodnich obrzeżach Jasionowego Wzgórza wyznaczono obszar pod budowę nowego cmentarza komunalnego o powierzchni 5 ha.

## Sport

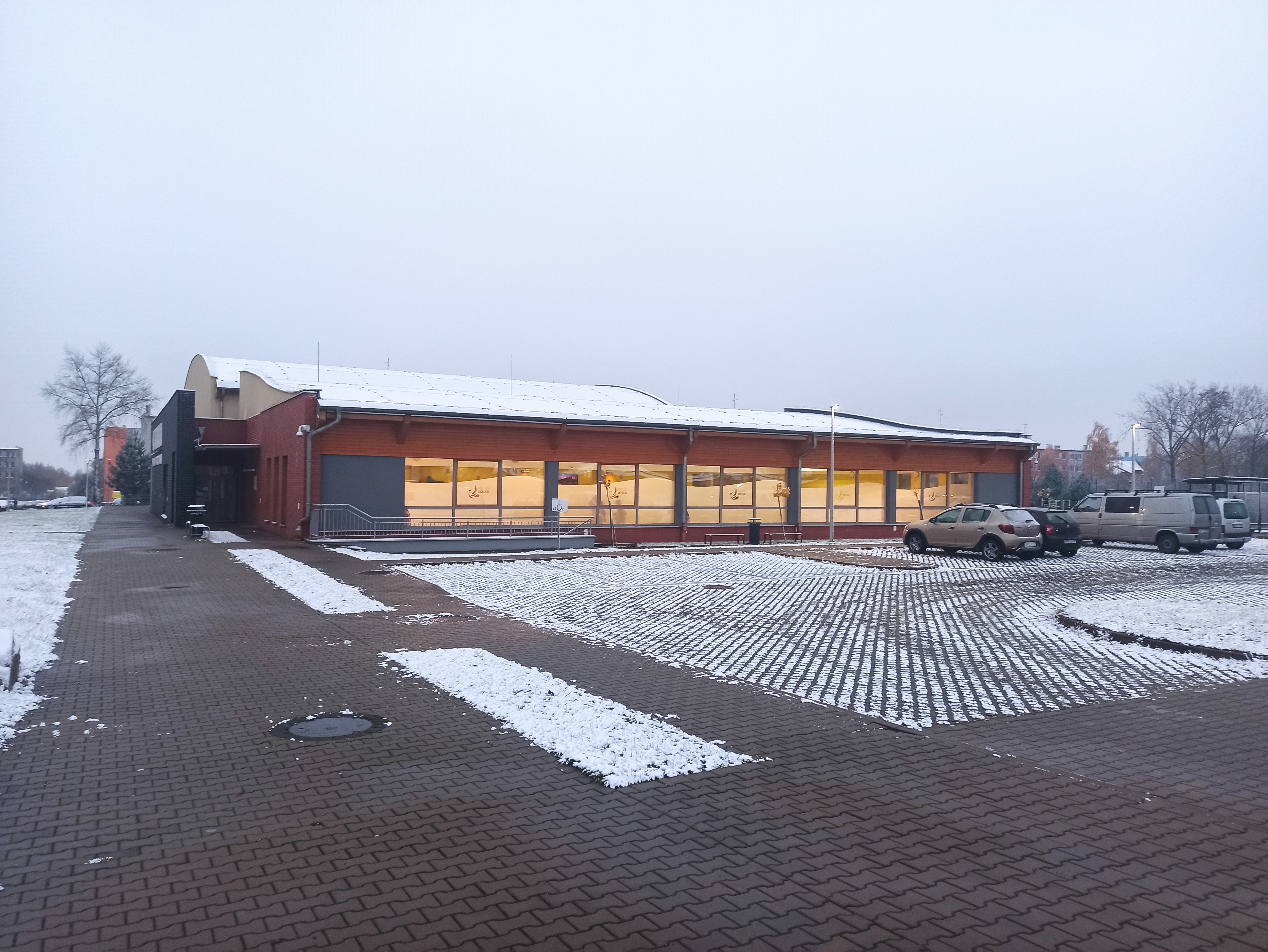
Kompleks Sportowy „Sójka”

Na terenie Jasionowego Wzgórza znajduje się kryta pływalnia, hala sportowa, kort tenisowy i wielofunkcyjne boiska sportowe wchodzące w skład Kompleksu Sportowego „Sójka” przy ul. Podgórnej 7. Są one własnością Agencji Sportu i Promocji w Prudniku.

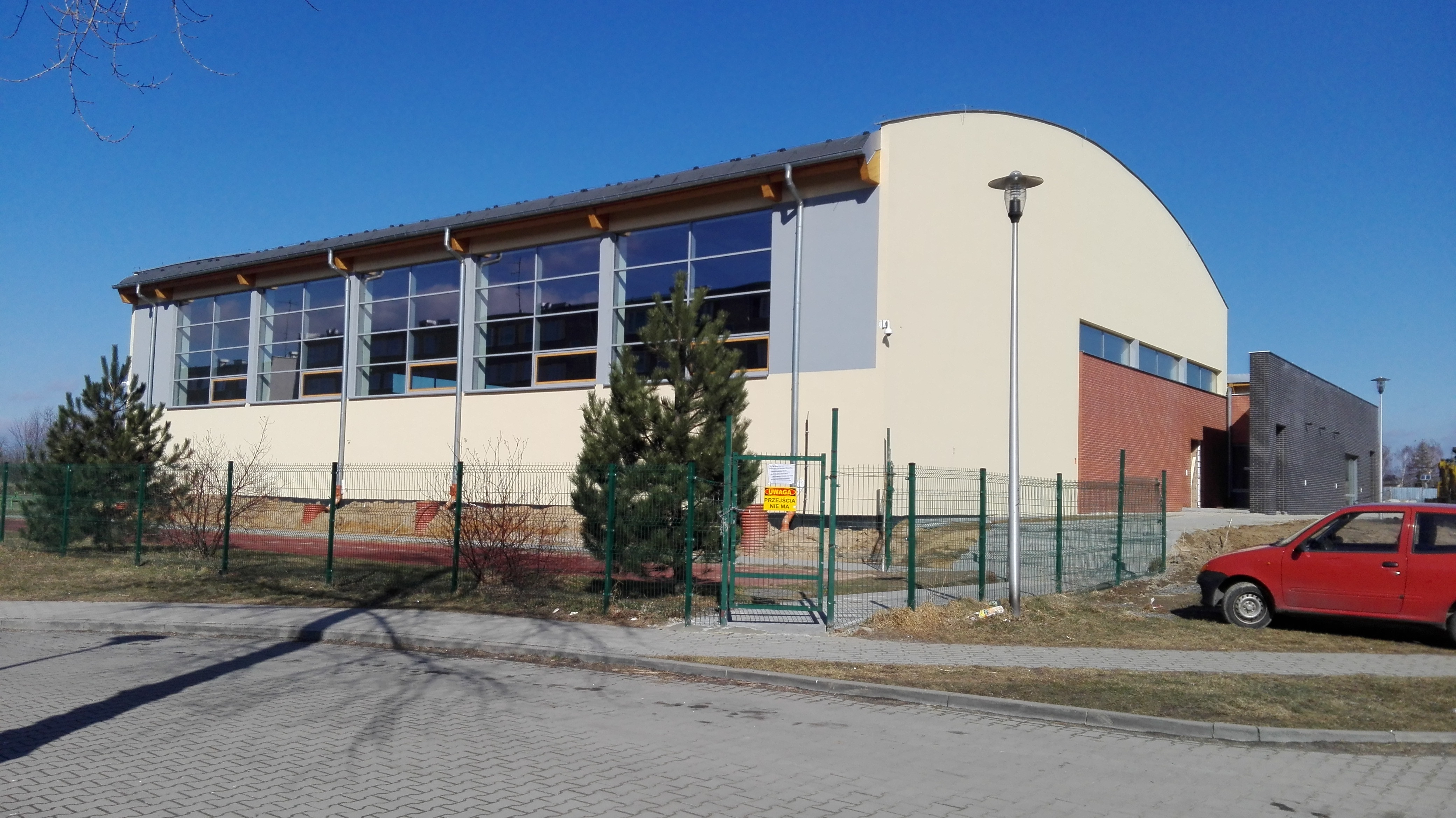
Hala sportowa
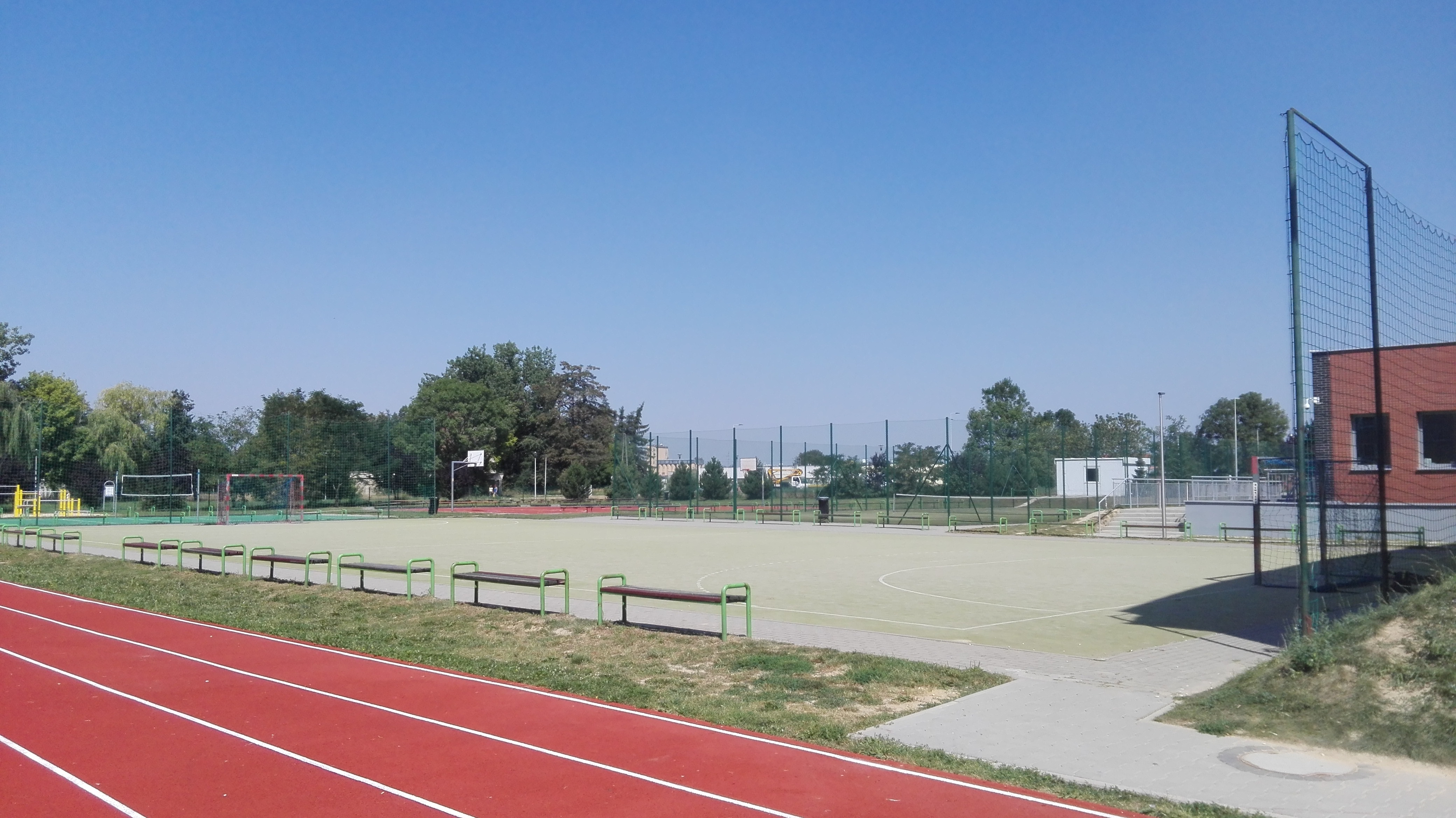
Boisko sportowe
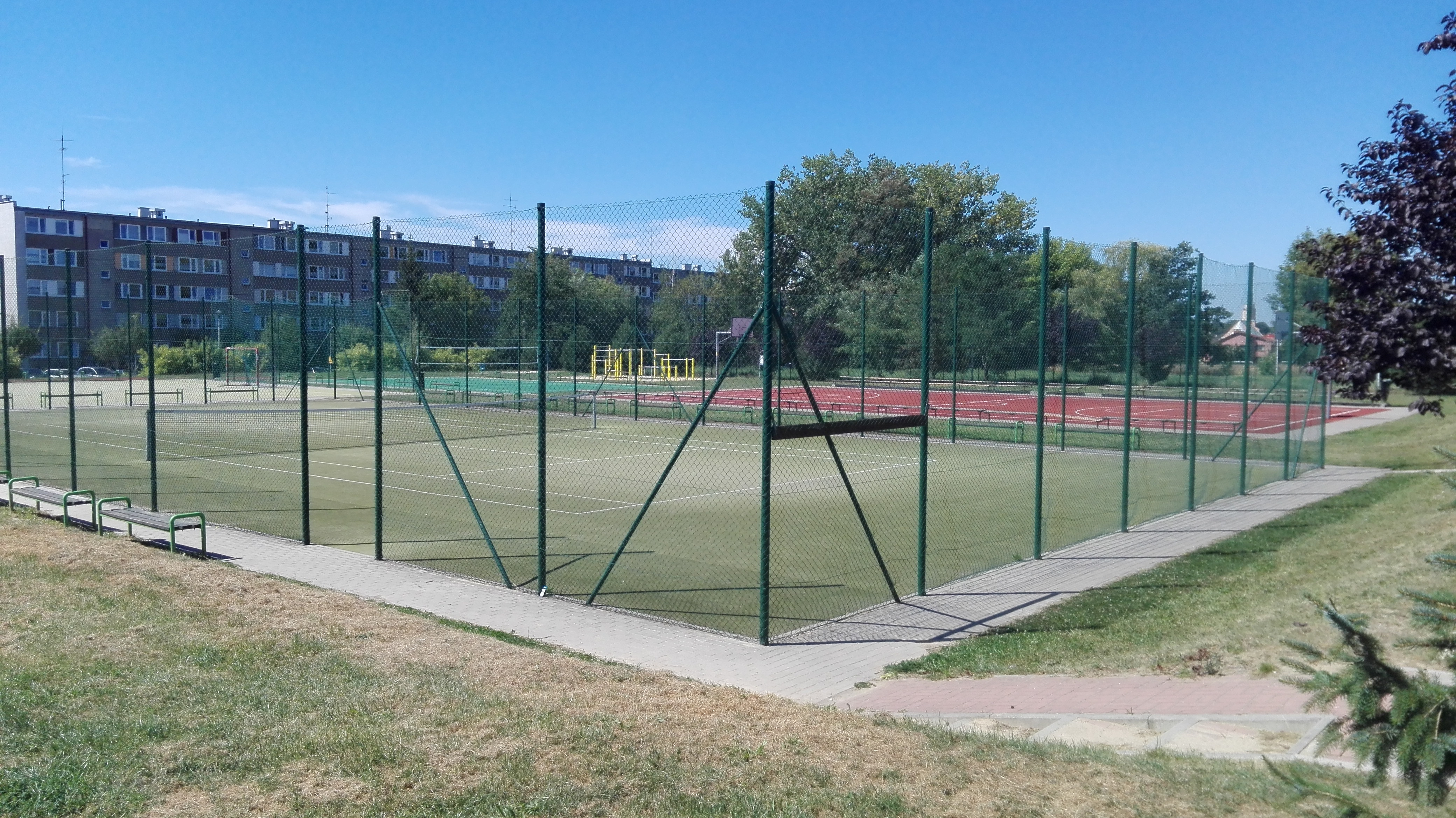
Kort tenisowy
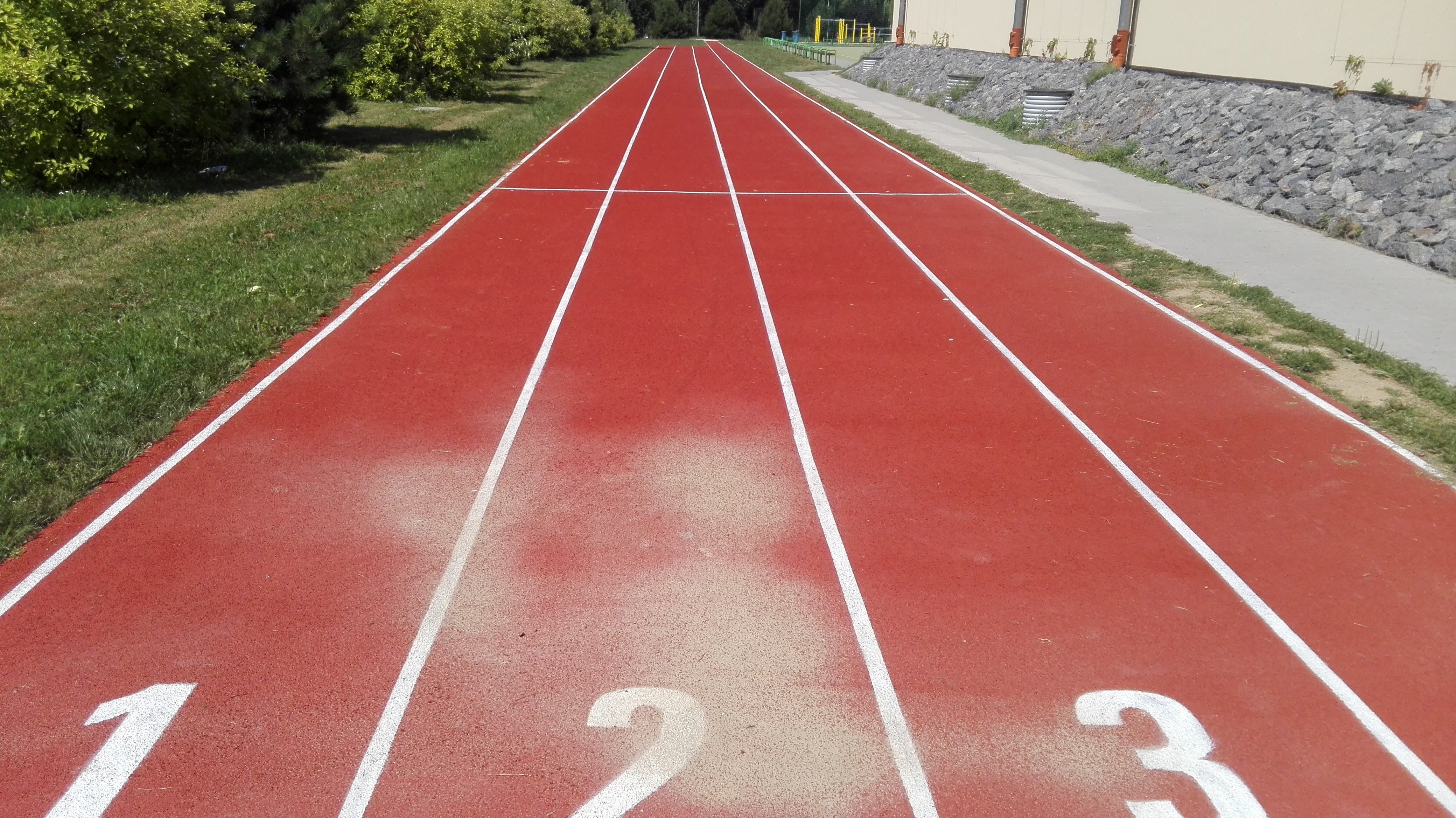
Bieżnia treningowa

## Turystyka
Przez Jasionowe Wzgórze prowadzi szlak turystyczny:
- Ścieżka spacerowa „Od Jana Pawła II do Stefana Wyszyńskiego” (5,3 km): kościół Miłosierdzia Bożego na Jasionowym Wzgórzu – Czyżykowa Góra – sanktuarium św. Józefa w Prudniku-Lesie

## Służby mundurowe

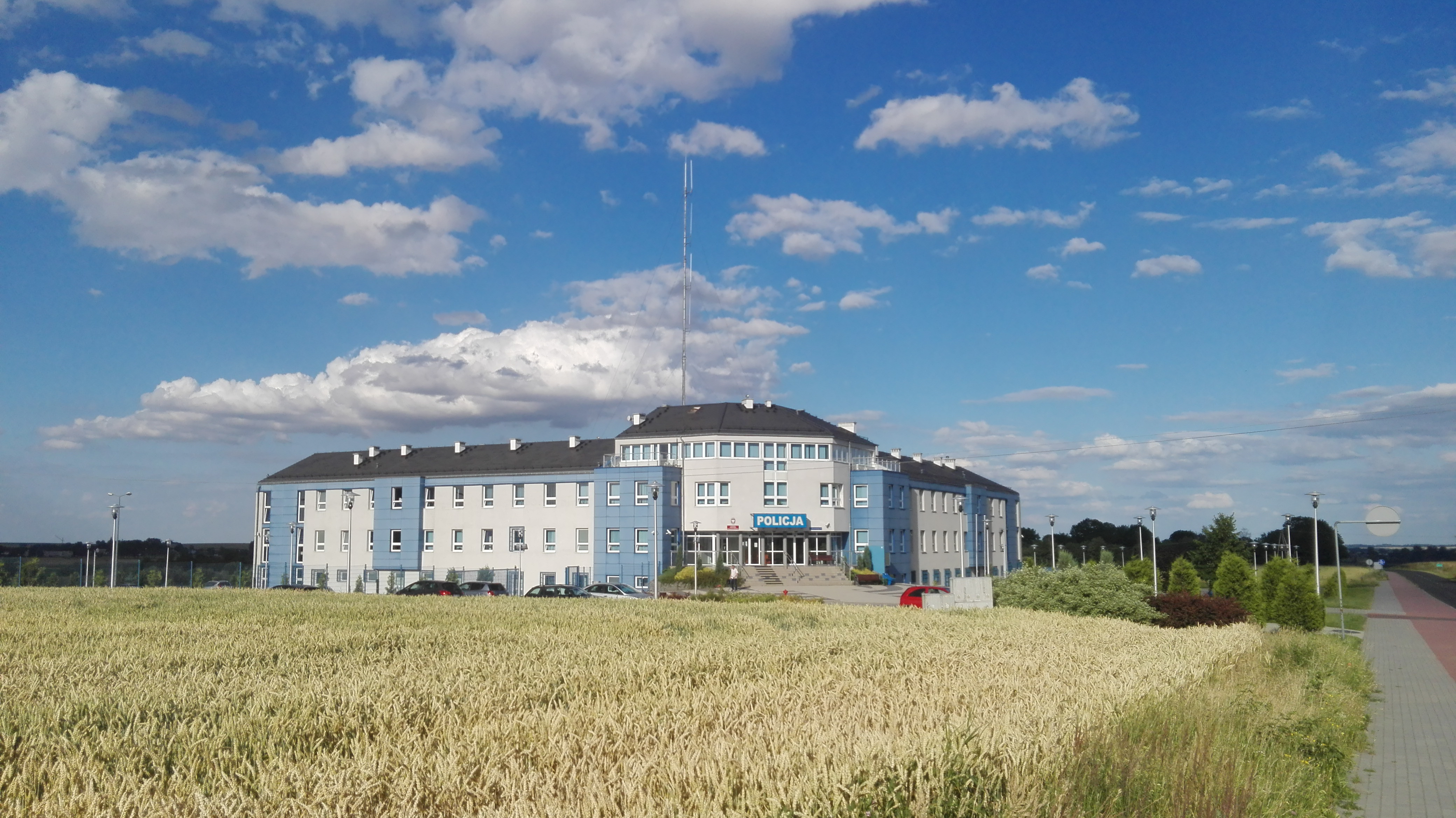
Komenda Powiatowa Policji

Przy ul. Skowrońskiego 39 znajduje się Komenda Powiatowa Policji w Prudniku.

## Mieszkańcy osiedla
- Zygmunt Kowalski (1926–2023) – żołnierz, działacz społeczny
- Jacek Majchrowicz (1960–2022) – koszykarz, medalista mistrzostw Polski